# Gare de Mulhouse-Nord
La gare de Mulhouse-Nord est une gare de triage française, située sur le territoire de la commune de Mulhouse dans le Haut-Rhin.

## Situation ferroviaire
La gare de Mulhouse-Nord est située au point kilométrique (PK) 3,789 de la ligne de Lutterbach à Rixheim.

## Histoire
La gare de triage de Mulhouse-Nord est ouverte en 1899, par la Direction générale impériale des chemins de fer d'Alsace-Lorraine (EL). Le site comportait également un dépôt de locomotives et une gare aux marchandises.
Le 19 juin 1919, la gare entre dans le réseau de l'Administration des chemins de fer d'Alsace et de Lorraine (AL), à la suite de la victoire française lors de la Première Guerre mondiale.
Le 1er janvier 1938, la SNCF devient concessionnaire des installations ferroviaires de Mulhouse. Cependant, après l'annexion allemande de l'Alsace-Lorraine, c'est la Deutsche Reichsbahn qui gère la gare pendant la Seconde Guerre mondiale, du 1er juillet 1940 jusqu'à la Libération (en 1944 – 1945).
Dans les années 1950, les effectifs de ce dépôt étaient de 110 machines, dont des 141 R, des 040 D et des 050 B.
En 1965, le triage de Mulhouse-Nord expédiait en moyenne 1 400 wagons par jour. Affecté au régime ordinaire (RO), il gère la zone frontière entre l'Alsace et la Suisse, ainsi que le trafic des mines de potasse d'Alsace.
Au début des années 1970, les premières locomotives destinées au musée français du Chemin de fer sont stockées à l'ancien dépôt de Mulhouse-Nord.
Les deux rotondes de l'ancien dépôt sont démolies entre 1985 et 1987.
En juin 1994, le triage de Mulhouse-Nord avait expédié 19 481 wagons.
La Compagnie nouvelle de conteneurs (CNC) disposait d'un terminal de transport combiné, équipé d'un portique de manutention, à Mulhouse-Nord. Celui-ci est fermé au début des années 2000. 
L'équipe « Maintenance Wagons » du technicentre national est installée au triage de Mulhouse-Nord. Forte de 50 techniciens, elle assure la maintenance et l'entretien des wagons SNCF et particuliers.
Dans la nuit du 18 au 19 mai 2019, un incendie ravage 8 000 des 12 000 m2 d'un entrepôt que comporte le site, près de la rue Josué-Hofer ; des locaux, qui s'y trouvent (et que la SNCF loue à diverses entreprises telles que Mercato et Ucar), sont détruits. L'ancien bâtiment administratif (situé du côté de la rue de Colmar), jouxtant cet entrepôt, est également touché en toiture.
Le 17 juin 2019, un wagon vide déraille et percute un wagon chargé de butadiène. L'incident n'a pas fait de blessé et aucune fuite n'a été déclarée, mais une cellule de crise a tout de même été mise en place par le service départemental d'incendie et de secours du Haut-Rhin.
La démolition de l’entrepôt incendié débute en novembre 2019. À cette date, l'origine du sinistre demeure inconnue.

## Caractéristiques
Le triage s'étend sur environ 2,7 km de long pour 400 mètres de large.
La gare est ouverte au trafic en wagon isolé.
Le document de référence du réseau ferré national (DRR) de 2019 indique que la cour marchandises de Mulhouse-Nord est « accessible après diagnostic et remise en état éventuelle ». Ce même document précise que la gare dessert 2 installations terminales embranchées (ITE).